# Ter
Râul Ter este un râu spaniol.